# Констан Жоаким
Констан Жоаким (3. март 1908. — 12. јун 1979  ) био је белгијски фудбалер.
Био је дефанзивац Ројал Берхем Спорта, када је дебитовао за белгијски национални тим 16. маја 1931. (Белгија - Енглеска 1-4). Играо је једанаест пута за Белгију до 1937 и био је члан националног тима на Светском првенству у Италији 1934. године.